# Ronglap
Ronglap är en ö i Marshallöarna.   Den ligger i kommunen Likiep, i den nordvästra delen av Marshallöarna, 400 km nordväst om huvudstaden Majuro. Arean är 0,10 kvadratkilometer.
Terrängen på Ronglap är platt.